# تشاه إبراهيم (دلغان)
تشاة إبراهيم (بالفارسية: چاه ابراهیم) هي قرية تقع في قسم دلغان الريفي (مقاطعة دلغان) في إيران. يقدر عدد سكانها بـ 61 نسمة بحسب إحصاء 2016.